# 伊善·范迪
伊善·范迪·艾哈迈德（英語：Ikhsan bin Fandi Ahmad，1999年4月9日—），是新加坡职业足球运动员，司职前锋。目前效力泰超俱乐部拉查布里，也代表新加坡国家足球队。

## 荣誉
BG巴吞联
- 泰國冠軍盃冠军：2022

新加坡U–22
- 鱼尾狮杯国际足球邀请赛冠军：2019